# Byssoloma
Byssoloma is een geslacht van korstmossen behorend tot de familie Byssolomataceae. De typesoort is Byssoloma leprieurii.

## Soorten
Volgens Index Fungorum bevat het geslacht 82 soorten (peildatum december 2021):
| Soortnaam                   | Auteur(s)                                    | Publicatiejaar |
| --------------------------- | -------------------------------------------- | -------------- |
| Byssoloma absconditum       | Farkas & Vězda                               | 1993           |
| Byssoloma adspersum         | Malcolm & Vězda                              | 1995           |
| Byssoloma aeruginescens     | Vězda                                        | 1974           |
| Byssoloma albonigra         | Zahlbr.                                      | 1930           |
| Byssoloma amazonicum        | Kalb & Vězda                                 | 1990           |
| Byssoloma annuum            | (Vain.) G. Thor, Lücking & Tat. Matsumoto    | 2000           |
| Byssoloma anomalum          | Kalb & Vězda                                 | 1990           |
| Byssoloma aptrootii         | Sérus.                                       | 1993           |
| Byssoloma arboricola        | Sérus. & Aptroot                             | 1997           |
| Byssoloma aterulum          | (Müll. Arg.) Zahlbr.                         | 1923           |
| Byssoloma aurantiacum       | Kalb & Vězda                                 | 1990           |
| Byssoloma australiense      | P.M. McCarthy & Elix                         | 2018           |
| Byssoloma braulioi          | Lücking                                      | 2008           |
| Byssoloma brunneodiscum     | W.C. Wang & J.C. Wei                         | 2020           |
| Byssoloma carneum           | Rain. Schub., Greber & Lücking               | 2003           |
| Byssoloma catarinense       | L.I. Ferraro & Lücking                       | 2008           |
| Byssoloma cateileum         | (Vain.) Zahlbr.                              | 1932           |
| Byssoloma catillariosporum  | M. Cáceres, M.W.O. Santos & Aptroot          | 2013           |
| Byssoloma chlorinum         | (Vain.) Zahlbr.                              | 1932           |
| Byssoloma chloroplacum      | (Fée) Zahlbr.                                | 1923           |
| Byssoloma cinereonigricans  | (Vain.) Zahlbr.                              | 1923           |
| Byssoloma cinnamothrix      | (Müll. Arg.) Zahlbr.                         | 1923           |
| Byssoloma confusum          | Farkas & Vězda                               | 1993           |
| Byssoloma croceum           | Sérus. & Puntillo                            | 1998           |
| Byssoloma diederichii       | Sérus.                                       | 1998           |
| Byssoloma dimerelloides     | Sipman & Aptroot                             | 1991           |
| Byssoloma discordans        | (Vain.) Zahlbr.                              | 1923           |
| Byssoloma ectolechioides    | (Vain.) Zahlbr.                              | 1923           |
| Byssoloma expansum          | Zahlbr.                                      | 1927           |
| Byssoloma fadenii           | Vězda                                        | 1975           |
| Byssoloma farkasiae         | Sipman                                       | 1992           |
| Byssoloma fuscothallinum    | Lücking                                      | 2006           |
| Byssoloma fuscum            | van den Boom                                 | 2016           |
| Byssoloma gahavisukanum     | Sérus.                                       | 1997           |
| Byssoloma glabrum           | (Vain.) Zahlbr.                              | 1923           |
| Byssoloma guttiferae        | (Bat. & Peres) Lücking & Sérus.              | 1998           |
| Byssoloma humboldtianum     | Lücking & Kalb                               | 2000           |
| Byssoloma hypophyllum       | Lücking & Kalb                               | 2000           |
| Byssoloma javanicum         | Zahlbr.                                      | 1928           |
| Byssoloma kakouettae        | (Sérus.) Lücking & Sérus.                    | 2002           |
| Byssoloma kalbii            | Sérus.                                       | 1996           |
| Byssoloma lambinonii        | (Sérus.) Sérus.                              | 1993           |
| Byssoloma laurisilvae       | Breuss                                       | 2013           |
| Byssoloma lecanorinum       | (Zahlbr.) Zahlbr.                            | 1923           |
| Byssoloma leuckingii        | Sérus.                                       |                |
| Byssoloma leucoblepharum    | (Nyl.) Vain.                                 | 1926           |
| Byssoloma leucocheiloides   | (Nyl.) Zahlbr.                               | 1923           |
| Byssoloma lichenophila      | S.Y. Kondr., Coppins & Sérus.                | 1996           |
| Byssoloma llimonae          | Sérus., Gómez-Bolea, Longán & Lücking        | 2002           |
| Byssoloma lueckingii        | Sérus.                                       | 1995           |
| Byssoloma maderense         | Breuss                                       | 2014           |
| Byssoloma marginatum        | (Arnold) Sérus.                              | 1992           |
| Byssoloma meadii            | (Tuck.) S. Ekman                             | 1996           |
| Byssoloma melanodiscocarpum | W.C. Wang & J.C. Wei                         | 2020           |
| Byssoloma microcarpum       | Kalb & Vězda                                 | 1994           |
| Byssoloma minutissimum      | Kalb & Vězda                                 | 1990           |
| Byssoloma multipunctatum    | Lücking                                      | 2008           |
| Byssoloma murinum           | Vězda                                        | 1987           |
| Byssoloma octomerum         | Malcolm & Vězda                              | 1995           |
| Byssoloma permutans         | (Nyl.) Lücking                               | 2013           |
| Byssoloma pernambucense     | M. Cáceres                                   | 1999           |
| Byssoloma polychromum       | (Müll. Arg.) Zahlbr.                         | 1923           |
| Byssoloma pubescens         | Vězda ex R.C. Harris                         | 1995           |
| Byssoloma redeptum          | (Stirt.) Zahlbr.                             | 1932           |
| Byssoloma rubrireagens      | Kalb & Vězda                                 | 1990           |
| Byssoloma rubrofuscum       | W.C. Wang & J.C. Wei                         | 2020           |
| Byssoloma rubromarginatum   | Messuti & de la Rosa                         | 2007           |
| Byssoloma spinulosum        | Sérus.                                       | 2011           |
| Byssoloma sprucei           | (C. Bab. ex Müll. Arg.) Lücking & M. Cáceres | 2008           |
| Byssoloma subdiscordans     | (Nyl.) P. James                              | 1971           |
| Byssoloma subleucoblepharum | G. Thor, Lücking & Tat. Matsumoto            | 2000           |
| Byssoloma subnebulosum      | (Vain.) Zahlbr.                              | 1923           |
| Byssoloma subpolychromum    | Vězda                                        | 1975           |
| Byssoloma subundulatum      | (Stirt.) Vězda                               | 1986           |
| Byssoloma syzygii           | Vězda & Vivant                               | 1994           |
| Byssoloma tomentosum        | (Müll. Arg.) Zahlbr.                         | 1923           |
| Byssoloma tricholomum       | (Mont.) Zahlbr.                              | 1923           |
| Byssoloma usambarense       | Vězda                                        | 1987           |
| Byssoloma vanderystii       | Sérus.                                       | 1979           |
| Byssoloma vezdanum          | Sérus.                                       | 1978           |
| Byssoloma wettsteinii       | (Zahlbr.) Zahlbr.                            | 1923           |
| Byssoloma xanthonicum       | Aptroot                                      | 2014           |